# 關西太和宮
24°47′28″N 121°10′37″E / 24.791001°N 121.177035°E
關西太和宮（臺灣客家語四縣腔：guanˊxiˊtaifoˇgiungˊ），是位於臺灣新竹縣關西鎮東興里的三官大帝廟，廟身列為新竹縣定古蹟，為關西鎮信仰中心。

## 歷史沿革

### 清治時期
乾隆五十八年（1793年），墾民陳自仁呈請福建總督批准開墾美里庄（今關西鎮），連阿盛發起在當地爐主宅輪流奉祀三官大帝。因不斷受未歸順清廷的原住民侵擾，陳自仁的墾戶就因受不了泰雅族，放棄該地，並由衛阿貴承接。
嘉慶十七年（1812年），衛阿貴等地方人士募款建立可以作為防禦中心的廟宇，即關西太和宮前身，稱為「三界廟」，百年來成為關西當地客家人的重要信仰中心。原址位於復興庄，同治五年（1866年）改建，由黃台三等人發起，遷至今關西分駐所一帶。

### 日治時期
廟身曾被政府作為竹北二堡辦務署，1895年焚燬。遭燒原因不明，依照地方耆老、廟委徐慶松認為可能是為日本人不願見廟方教漢學、或抗日份子曾住此廟、抑是被日本人佔用有些關連。
明治三十三年（1900年）間由關西士紳羅碧玉、陳春隆發起新建，改稱「太和宮」。原重建在大同路現址前方，但之後經風水師建議，需後退縮20公尺。昭和四年（1929年），羅碧玉、黃德洋等人再發起遷建至今址，於昭和六年（1931年）正式完工。

### 戰後時期

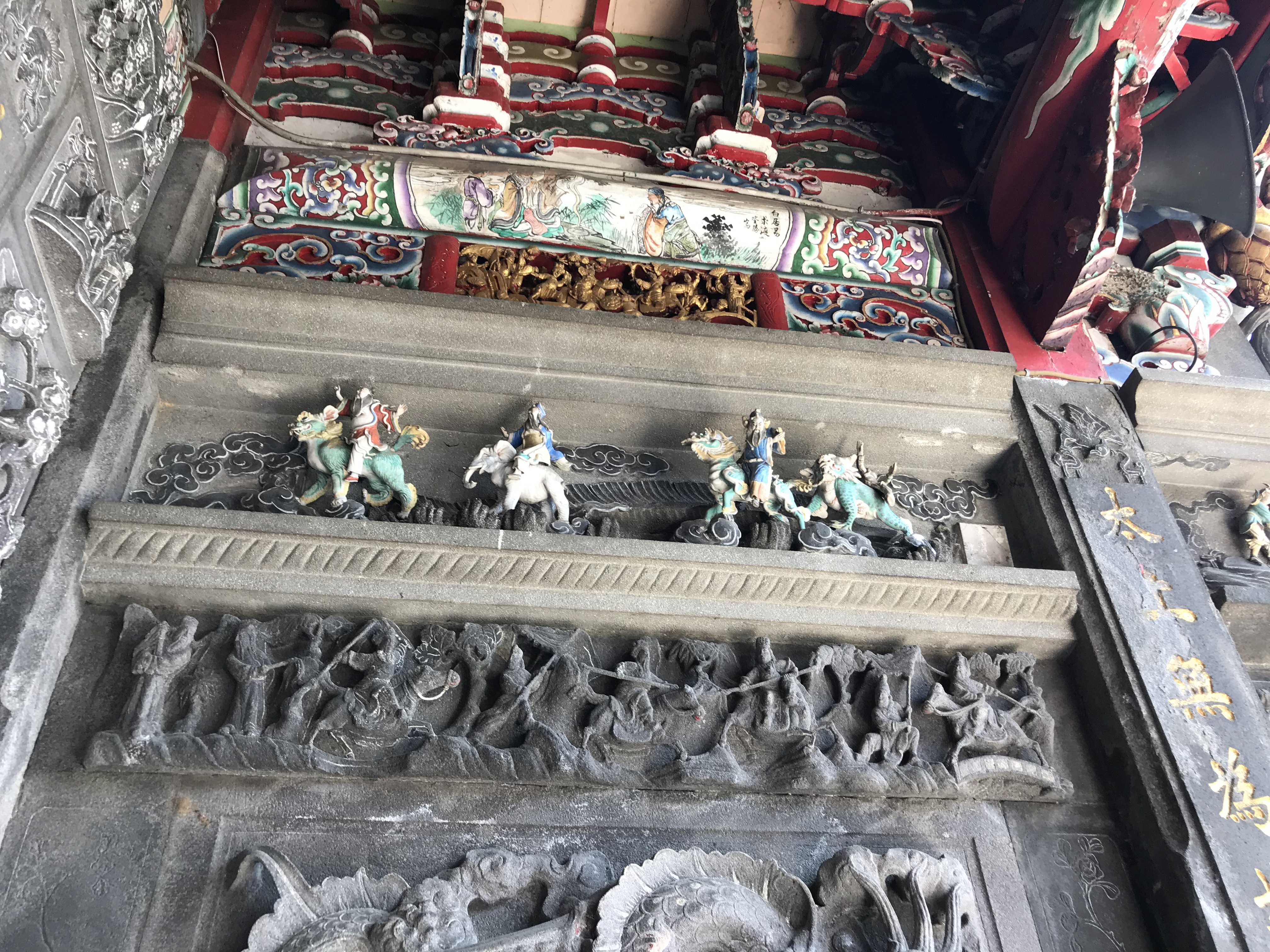
廟中的剪粘、泥塑及交趾陶為姚自來作品。

今在東興里。1969年開始進行全面整修，歷時兩年多。兩側橫屋改建成鋼筋水泥建築，但三川殿及正殿大木構架依然保留原貌，如三川殿步口上方的壽梁補間斗拱、吊筒、藻井、通隨，及大殿的通梁間的計心、偷心造斗拱。壽樑上有大木匠師徐清的題字。當時修建柱子多改木刻，把許多舊石刻柱子和柱基拆除，留下一部分石刻柱基座散置於廟四周。門神為李登勝所繪。據文史工作者黃有福指出，與日本斷交時，門內外刻有「大正六年」之處與褒忠亭義民廟一樣遭到破壞。
1996年7月13日，新竹縣立文化中心獲得廟方捐贈多年前修建後留下的石刻物。同年保釣運動正熱烈時，廟碑的日本年號就遭不明人士偷以水泥封住，廟方懷疑是一名之前要求破壞日本年號的蕭姓地方人士所為。
九二一大地震後，廟宇出現裂痕。廟方在2000年6月決定拆除重建，於9月29日收到縣府緩拆的公函，遂於10月2日召開委員、信徒代表會議，在場人士全都支持拆除重建。同月11日，主任委員徐慶松拜訪新竹縣長林光華，說新廟將多出地下一層作為停車場和社區活動空間，無法再用的舊材料會集中保存。
次日中原大學歷史學系多名教授在關西鎮長黃國憲陪同下，實地勘查太和宮廟宇，表示主殿的壽梁、吊筒等物，為溪底派匠師的高水準作品，希望管理委員會重建案三思。當天下午，廟方開會決議主殿將小幅修繕，只將二側廂房予以拆除。
翌年4月26日，縣府召開古蹟指定審查委員會議，為避免地方人士認為將關西太和宮列入古蹟後維修將受限制，決定只將正殿等主建築列古蹟。

## 祭祀活動
除主祀三官大帝外，陪祀神農大帝、觀音菩薩、天上聖母、關聖帝君、廣澤尊王、文昌帝君等。
廟方以每年農曆正月十五的祈神納福、七月二十六的中元普度、十月十五的叩答神恩為三大重要慶典。其中普渡由當地十個里每年輪流。

## 風水傳說
關西一處名為「松樹排」的山區，相傳是關西太和宮的龍脈。山腳下有德達公派第十五世祖羅碧玉建立的祠堂，祭祀祝融。後來北二高挖山闢建時，發生二名工人在高架橋上墜落死亡事件，並且連續發生車禍有多人死亡，造成地方人心惶惶。1992年，前任鎮長羅彭喜美就和關西太和宮主任委員徐慶松等委員，在深夜前往獅頭山勸化堂問事。乩生表示龍脈遭毀，要在山頂上侍奉不動明王。依據徐埻等地方人士說，自從安奉後，北二高發生交通事故的確減少。

## 外部連結
- 關西太和宮——文化部文化資產局 （页面存档备份，存于）